# برنارد كارفاليو
برنارد كارفاليو (بالإنجليزية: Bernard Carvalho)‏ هو سياسي أمريكي، ولد في 29 سبتمبر 1961 في كاواي في الولايات المتحدة. حزبياً، نشط في الحزب الديمقراطي.